# Fréterive
Fréterive település Franciaországban, Savoie megyében. Lakosainak száma 632 fő (2022. január 1.). Fréterive Aiton, Chamousset, École, Grésy-sur-Isère és Saint-Pierre-d’Albigny községekkel határos.

## Népesség
A település népességének változása:
| Lakosok száma | 526  | 549  | 579  | 576  | 589  | 609  | 616  | 624  | 632  |
|               | 2013 | 2015 | 2016 | 2017 | 2018 | 2019 | 2020 | 2021 | 2022 |